# 제이슨 쿨리나
제이슨 쿨리나(영어: Jason Čulina, 1980년 8월 5일 ~ )는 오스트레일리아의 전 축구 선수로서, 포지션은 미드필더 및 풀백이다.

## 축구인 경력

### 선수 경력
그의 아버지인 브란코 쿨리나가 이끌던 시드니 유나이티드에서 축구 경력을 시작하였으며 2000년 아약스로 이적하였다. 아약스에서는 특출난 활약을 보이지 못하고 임대 생활과 2군 생활을 전전하다 2004년 FC 트벤터로 이적하였다. 트벤터에서의 첫 시즌 리그 32경기에 출전하여 11골을 성공시키며 네덜란드 내의 빅 클럽들로부터 관심을 받았고 2005-06 시즌 중반 PSV 에인트호번으로 이적하였다. 당초 트벤터에서 맡았던 공격적인 역할 대신 PSV에서는 보다 수비적인 역할을 맡게 되었고 2008-09 시즌에는 오른쪽 풀백 포지션도 소화하였다.
2009년 1월 PSV에서의 재계약 제의를 거부하고 A-리그 신생팀인 골드코스트 유나이티드로 이적하였고 2시즌 동안 활약하였다. 2011년 2월 아버지인 브란코 쿨리나가 감독직을 수행하던 뉴캐슬 제츠로 이적하였다.

## 사진

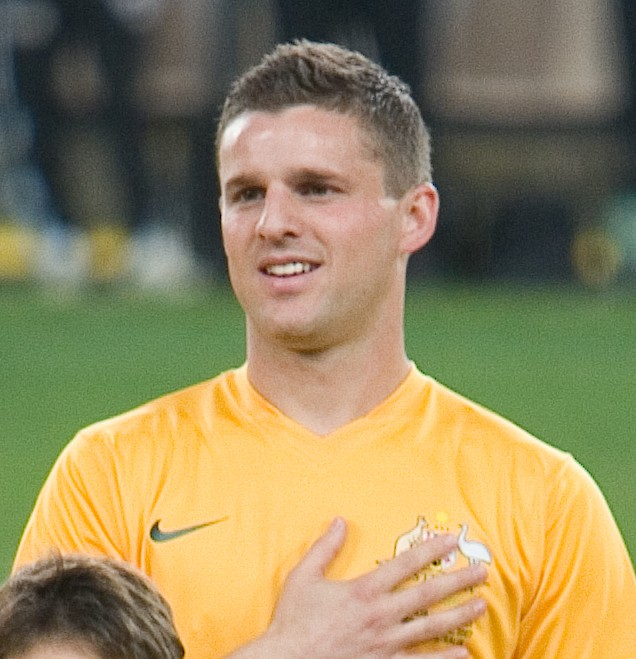